# 荻原井泉水
荻原 井泉水（おぎわら せいせんすい、1884年（明治17年）6月16日 - 1976年（昭和51年）5月20日）は、日本の自由律俳句の俳人、俳論家。位階は従四位。
「層雲」を主宰、尾崎放哉や種田山頭火らを育てた。本名・幾太郎のち藤吉。日本芸術院会員。
東大言語学科卒。河東碧梧桐の新傾向運動に親しみ、機関誌「層雲」を発刊、季題無用論を説き、自由律を主張した。また俳句は宗教的芸術であるとして「道」の句を説いた。句集に『原泉』(1960年)、作家研究に『芭蕉と一茶』(1925年)など。

## 経歴
東京市芝区神明町（現：東京都港区浜松町）で雑貨商・｢新田屋｣の次男として生まれる。荻原家は越後国高田（現：新潟県上越市）出身で祖父・藤吉が家庭の事情で若いとき家を出奔して江戸に出てきたという。
長男・長女を幼くして失ったため、延命地蔵で占ったところ「今度生まれる子は男の子であるから、幾太郎と名づけよ。必ず長命する。」というお告げがあり幾太郎と名づけられる。荻原家は家督を継ぐものは代々「藤吉」を名乗ることとなっており井泉水もこれを継いだが、幾太郎の名を好んだようである。
麻布中学の頃より俳句を作り始める。正則中学、第一高等学校（一高）を経て、1908年（明治41年）東京帝国大学文科大学言語学科卒業。1911年（明治44年）新傾向俳句機関誌「層雲」を主宰。河東碧梧桐もこれに加わる。この年、谷桂子と結婚。1914年（大正3年）自由律俳句として層雲より創刊した初の句集『自然の扉』を刊行。1915年（大正4年）季語無用を主張し、自然のリズムを尊重した無季自由律俳句を提唱した井泉水と意見を異にした碧梧桐が層雲を去り「海紅」を主宰、袂を別つ。この頃、一高時代の同窓であり1歳年下の尾崎放哉と句会を通じて交際が始まる。種田山頭火が層雲に加わる。しかし彼らが一同に面会したことはなかった。
1923年（大正12年）妻・桂子死去。翌年、母も死去し、一時仏道を志して京都の禅宗寺院東福寺の塔頭に寄寓、以降各地への遍歴の旅が多くなる。その心境の変化は句集の題名にも反映されてくる。1929年（昭和4年）芹沢寿子と再婚を機に鎌倉に転居。翌1930年（昭和5年）、長男海一誕生。昭和に入るとプロレタリア俳句運動が起こり、層雲からも栗林一石路や橋本夢道、横山林二らを輩出したが、後に彼らは井泉水と袂を分かっている。
1940年（昭和15年）、大政翼賛会の発足とともに日本俳句作家協会が設立され、井泉水は理事に就任する。また自由律という名が左傾主義的であるとして内在律と呼ばれ、井泉水もこれに呼応した。
しかし後の日本文学報国会俳句部会には参加せず、理事を辞任している。
戦後も層雲の主宰として自由律俳壇を牽引し、1965年（昭和40年）、自由律の俳人としては唯一となる日本芸術院会員に選ばれる。また昭和女子大学の教授も務めた。1976年（昭和51年）5月20日、脳血栓のため鎌倉の自宅で死去。享年92（満91歳）と、門弟の放哉や山頭火と違い、延命地蔵のお告げ通り天寿を全うした。戒名は天寿妙法釈随翁居士。
なお、俳号は当初、荻原幾太郎のイニシャルから愛桜（あいおう）としていたが、生年の納音（なっちん）から井泉水と改めた。ちなみに、山頭火も井泉水に倣い俳号を納音から付けたが、これは本人の生まれ年からでなく単に音の響きが良いので決めたようである。
カナモジカイ評議員を長く務めるなど、国字改良論に賛同した。

## 著作

### 句集
- 自然の扉 層雲第一句集 東雲堂書店、1914
- 日像 編 現代通報社、1916
- 明珠 草上句集第二 井泉句抄第二 編 現代通報社、1918
- 生命の木 層雲社、1918
- 『湧出るもの』（井泉句集第一巻）（1920年）
- 風景心経 層雲第四句集 層雲社、1922
- 野に出でて 詩集 層雲社、1923
- 『流転しつつ』（井泉句集第二巻）聚英閣（1924年）
- 泉を掘る 層雲第五句集 層雲社 1925
- 井泉水句集 金星堂 1925
- 劫火の後 層雲第六句集 層雲社、1927
- 『皆懺悔』（井泉句集第三巻）春秋社（1928年）
- しひのは集 俳句習作廿一篇 層雲社 1929
- 短律時代 層雲第七句集 層雲社 1929
- 昭和の曲 層雲句集 第8 層雲社、1931
- 『梵行品』（井泉句集第四巻）改造社（1932年）
- ゆけむり集 俳句習作二八篇 層雲社 1932
- 井泉句集 第4 層雲社 1932
- 一人一境 層雲句集 第9 層雲社 1933
- 井泉水俳句集 荻原星文館 1934
- 第十の牛 層雲句集. 第10 層雲社 1935
- 『無所在』（井泉句集第五巻）三笠書房（1935年）
- 外遊句稿 大泉園 1938.12
- 『海潮音』一条書房 1943
- 『一不二』桜井書店（1943年）
- 『千里行 自選句集 光文社 1946
- 『金砂子』目黒書店（1946年）
- 『原泉 井泉水句集 層雲社（大正元年から昭和20年までの選句集）（1960年）
- 『長流 長流 井泉水句抄 井泉水先生米寿祝賀会（昭和21年から35年までの選句集）（1964年）
- 大江 井泉水句集 弥生書房 1971
- 荻原井泉水 藤本一幸編著 蝸牛社 1992.6 (蝸牛俳句文庫)
- 『層雲第一・第二句集 自然の扉・生命の木』青穂社 2016.11

### 評論・随筆
- 俳句提唱 層雲社、1917
- 句作問答 現代通報社、1918
- 俳句階梯 現代通報社、1918
- 俳句小史 現代通報社、1919
- 句作捷径 現代通報社、1920
- 俳句選評 現代通報社、1920
- 新しき俳句を見よ 層雲社、1920
- 光明三昧 層雲社、1920
- 新しき俳句の作り方 日本評論社出版部、1921
- 新に俳句を作る人に 日本評論社出版部、1921
- 俳壇十年 小西書店、1922
- 新俳句評釈 小西書店、1922
- 新俳句提唱 天佑社、1922
- 旅人芭蕉 春秋社、1923
- 緑蔭に語る 俳句新話 日本評論社出版部, 1923
- チックタック日記 涼味俳味 日本書院,1923
- 我が小き泉より 交蘭社 1924
- 芭蕉の自然観 春秋社 1924 のち文庫
- 昇る日を待つ間 聚英閣 1924
- 古人を説く 聚英閣 1924
- 大地に嘆く 随筆俳句集 新作社 1924
- 淋しき儘に 聚英閣 1925
- 旅人芭蕉 続 春秋社 1925
- 芭蕉と一茶 春秋社 1925 のち文庫、現代教養文庫
- 井泉俳話 全4巻 層雲社・春秋社 1921-29
- 旅の印象 涼味俳味 日本書院 1926
- 新俳句研究 春秋社 1926
- 俳句の作り方と味ひ方 実業之日本社 1927
- 京洛小品 創元社 1929
- 観音巡礼 春陽堂 1929
- 旅のまた旅 春陽堂 1929
- 俳句趣味論 春秋文庫 1929
- 山川行住 創元社 1930
- 旅の茶話 創元社 1930
- ひぐらし集 層雲社 1930
- 奥の細道を尋ねて 春陽堂 1930
- 俳壇傾向論 春秋文庫 1930
- 芭蕉風景 春秋社 1930
- 新俳句座談 春秋社 1931
- 第一の扉 層雲社 1931
- 芭蕉入門 春陽堂 1931
- 俳句の道 立命館出版部 1932 現代教養文庫 1953
- 或日の微笑 四条書房 1933
- 旅の話句の話 四条書房 1933
- 第二の扉 層雲社 1933
- 芭蕉さま 実業之日本社 1933
- 人間道と句作道 層雲社 1933 (新俳句入門パンフレツト)
- 「奥の細道」通説 春秋文庫 1933
- 一茶雑記 大畑書店 1934
- 春秋草紙 岩波書店 1934
- 青天の書 文体社 1934
- 芭蕉・蕪村・子規 千倉書房 1934
- 放送芭蕉を語る 実業之日本社 1934
- 芭蕉を尋ねて 創元社 1934
- 遍路と巡礼 創元社 1934
- 雲の如く行く 清水書店 1935
- 花鳥小品 三笠書房 1935
- 火中の書 岡倉書房 1935
- 俳談 千倉書房 1935
- 山ぎり集 層雲社 1935
- 俳句評釈選集 第6巻 自由律俳句評釈 非凡閣 1935
- 俳句に入る道 新潮文庫 1936
- 新俳句鑑賞 春秋社 1936
- 身辺の書 文体社 1936
- 俳句教程 千倉書房 1936
- 白馬に乗る 人文書院 1936
- 自由律俳句入門 大東出版社 1937
- 手解きから奥の手まで俳句の手 実業之日本社 1937
- 遊歩道 随筆集 むらさき出版部 1937 (むらさき学芸叢書)
- 旅窓読本 学芸社 1937
- アメリカ通信 河出書房 1938
- 一茶を尋ねて 育英書院 1938
- 一茶春秋 育英書院 1938
- 一茶研究 新潮文庫 1938
- 知命の書 砂子屋書房 1938
- 芭蕉読本 日本評論社 1938
- 奥の細道の心 放送講話 新潮社 1938
- 自像素描 自句自解 河出書房 1939
- 荻原井泉水ブックレット 第1-6篇 大泉園 1937-39
- 新俳句入門 実業之日本社 1940
- 一茶読本 日本評論社 1940
- 俳句する心 子文書房 1941
- 芭蕉の心 目黒書店 1941
- 遍路日記 婦女界社 1941
- 私の首 高山書院 1941 (高山叢書)
- 一茶物語 童話春秋社 1942
- 春夏秋冬 桑名文星堂 1942
- 東西南北 桜井書店 1942
- 随処の書 天佑書房 1942
- あしたに夕へに 芭蕉随想 偕成社 1943
- 井泉水随談 実業之日本社 1943
- 死面の蘇生 随筆集 一灯書房 1946
- 向井去来 生活社 1946 (日本叢書)
- 青葉若葉 世界社 1946
- 京洛春秋 臼井書房 1946
- 春蘇る さくら書房 1946 (季刊「大泉」の1)
- アメリカ紀行 寺本書房 1947
- 一茶 随想 卍書林 1947
- 秋晴 富国出版社 1947
- ごまみそばなし 層雲社 1948
- 春は曙 芭蕉随筆 臼井書房 1948
- 柿と桃 随筆集 矢代書店 1948
- 鮎 目黒書店 1949
- 芭蕉名句鑑賞 目黒書店 1949
- 正岡子規 民衆芸術の父 偕成社 1953 (偉人物語文庫)
- 俳句案内 元々社 1954 (民族教養新書)
- 日日好日 日本出版協同 1954
- のっぺい汁 池田書店 1955
- 流水の書 随筆集 池田書店 1955
- 奥の細道ノート 新潮社 1955 (一時間文庫) 、新潮文庫 1956 のち改版
- 随筆芭蕉 全8巻 春秋社 1955-56
- けんちん汁 井泉水随筆 新世書房 1956
- 随筆一茶 全6巻 春秋社 1956-57
- 一茶名作物語 同和春秋社 1957 (日本名作物語)
- 芭蕉名句 社会思想研究会出版部 1957 (現代教養文庫)
- 新説言志録 春秋社 1958
- 一茶名句 社会思想研究会出版部 1959 (現代教養文庫)
- 日本歳時紀行 修道社 1960
- 創作・おらが春 新潮社 1960
- 人生は長し 実業之日本社 1961
- 奥の細道風景 社会思想研究会出版部 1961 (現代教養文庫)
- 人生読本 実業之日本社 1962
- 人生は楽し 実業之日本社 1962
- 小説芭蕉日記 朝日新聞社 1964
- 画幅芭蕉春秋 豊書房 1970
- 奥の細道二十四景 豊書房 1971
- 詩と人生 潮文社 1972
- 旅人芭蕉抄 豊書房 1972
- 自然自己自由 勁草書房 1972
- 草画集 日貿出版社 1973
- 益軒養生訓新説 大法輪閣 1975
- 井泉水短冊集 五月書房 1975
- 四海 文化評論出版 1976
- 畸人常人 大法輪閣 1976
- 人間好時節 遺稿 古川書房 1977.12
- 此の道六十年 春陽堂書店 1978.5
- 随翁の随想 古川書房 1981.8
- 井泉水の言葉 層雲社 1990.1 (層雲叢書・小玉石水編)
- 放哉という男 大法輪閣 1991.4
- 一茶随想 講談社文芸文庫 2000.3
- 『井泉水日記 青春篇』（上下）筑摩書房 2003

### その他
- 街並木 画集 層雲社、1919
- 芭蕉文庫 校訂標註 第2-8篇 春陽堂、1922-24
- 芭蕉俳句全録 聚英閣、1922
- おらが春・我春集 / 一茶 岩波文庫 1927
- 俳人読本（編）春秋社 1931-32
- 父の終焉日記 一茶遺稿/ 小林一茶 岩波文庫 1934
- 新編一茶俳句集 岩波文庫 1935
- 自由律俳句集 1940（改造社）※中塚一碧楼との共選
- 水郷・房総（編）宝文館 1959 (日本の風土記)
- 山頭火を語る ほろほろ酔うて、伊藤完吾 共編 潮文社 1972
- 短詩入門 橋本健三共著 潮文社 1973

### 翻訳
- ゲーテ言行録 政教社 1910

### 校歌
- 北海道岩内町立岩内西小学校校歌（1951年）團伊玖磨
- 東京都新島村立新島小学校校歌（1951年）團伊玖磨
- 富山県富山市立五福小学校校歌（1955年）團伊玖磨
- 富山県滑川市立北加積小学校校歌 團伊玖磨
- 愛知県名古屋市熱田高等学校校歌（1955年）團伊玖磨
- 愛知県名古屋市立豊正中学校 團伊玖磨
- 静岡県伊豆市立土肥中学校校歌